# Parafimbrios
Parafimbrios es un género de serpientes de la familia Xenodermidae.

## Sistemática
Comprende dos especies:
- Parafimbrios lao Teynié et al., 2015
- Parafimbrios vietnamensis Ziegler et al., 2018

A continuación, se muestran las relaciones filogenéticas del género:
|  | \| \| Parafimbrios lao \| \| \| \| \| \| Parafimbrios vietnamensis \| \| \| \| |
|  |                                                                                |
|  | Fimbrios klossi                                                                |
|  |                                                                                |
|  | Parafimbrios lao                                                               |
|  |                                                                                |
|  | Parafimbrios vietnamensis                                                      |
|  |                                                                                |

|  | Parafimbrios lao          |
|  |                           |
|  | Parafimbrios vietnamensis |
|  |                           |

|  | \| \| Parafimbrios lao \| \| \| \| \| \| Parafimbrios vietnamensis \| \| \| \| |
|  |                                                                                |
|  | Fimbrios klossi                                                                |
|  |                                                                                |
|  | Parafimbrios lao                                                               |
|  |                                                                                |
|  | Parafimbrios vietnamensis                                                      |
|  |                                                                                |

|  | Parafimbrios lao          |
|  |                           |
|  | Parafimbrios vietnamensis |
|  |                           |

|  | \| \| Parafimbrios lao \| \| \| \| \| \| Parafimbrios vietnamensis \| \| \| \| |
|  |                                                                                |
|  | Fimbrios klossi                                                                |
|  |                                                                                |
|  | Parafimbrios lao                                                               |
|  |                                                                                |
|  | Parafimbrios vietnamensis                                                      |
|  |                                                                                |

|  | Parafimbrios lao          |
|  |                           |
|  | Parafimbrios vietnamensis |
|  |                           |

|  | \| \| Parafimbrios lao \| \| \| \| \| \| Parafimbrios vietnamensis \| \| \| \| |
|  |                                                                                |
|  | Fimbrios klossi                                                                |
|  |                                                                                |
|  | Parafimbrios lao                                                               |
|  |                                                                                |
|  | Parafimbrios vietnamensis                                                      |
|  |                                                                                |

|  | Parafimbrios lao          |
|  |                           |
|  | Parafimbrios vietnamensis |
|  |                           |

|  | \| \| Parafimbrios lao \| \| \| \| \| \| Parafimbrios vietnamensis \| \| \| \| |
|  |                                                                                |
|  | Fimbrios klossi                                                                |
|  |                                                                                |
|  | Parafimbrios lao                                                               |
|  |                                                                                |
|  | Parafimbrios vietnamensis                                                      |
|  |                                                                                |

|  | Parafimbrios lao          |
|  |                           |
|  | Parafimbrios vietnamensis |
|  |                           |

|  | \| \| Parafimbrios lao \| \| \| \| \| \| Parafimbrios vietnamensis \| \| \| \| |
|  |                                                                                |
|  | Fimbrios klossi                                                                |
|  |                                                                                |
|  | Parafimbrios lao                                                               |
|  |                                                                                |
|  | Parafimbrios vietnamensis                                                      |
|  |                                                                                |

|  | Parafimbrios lao          |
|  |                           |
|  | Parafimbrios vietnamensis |
|  |                           |

|  | \| \| Parafimbrios lao \| \| \| \| \| \| Parafimbrios vietnamensis \| \| \| \| |
|  |                                                                                |
|  | Fimbrios klossi                                                                |
|  |                                                                                |
|  | Parafimbrios lao                                                               |
|  |                                                                                |
|  | Parafimbrios vietnamensis                                                      |
|  |                                                                                |

|  | Parafimbrios lao          |
|  |                           |
|  | Parafimbrios vietnamensis |
|  |                           |

|  | \| \| Parafimbrios lao \| \| \| \| \| \| Parafimbrios vietnamensis \| \| \| \| |
|  |                                                                                |
|  | Fimbrios klossi                                                                |
|  |                                                                                |
|  | Parafimbrios lao                                                               |
|  |                                                                                |
|  | Parafimbrios vietnamensis                                                      |
|  |                                                                                |

|  | Parafimbrios lao          |
|  |                           |
|  | Parafimbrios vietnamensis |
|  |                           |